# Sergi Catarain
Sergi Catarain Ruíz, född 9 september 1980, är en spansk före detta handbollsmålvakt.

## Klubbar
- CH Garbí (1990–2002)
- FC Barcelonas reservlag (2002–2005)
- FC Barcelona (2005–2007)
- OAR Coruña (2007)
- Algeciras BM (2008)
- CH Palautordera (2008–2010)